# Вічукен
Вічуке́н (ісп. Vichuquén) — селище в Чилі. Адміністративний центр однойменної комуни. Населення — 587 осіб (2002). Селище і комуна входять до складу провінції Курико і регіону Мауле.
Територія — 426 км². Чисельність населення — 4322 мешканців (2017). Щільність населення — 10,2 чол./км².

## Розташування
Селище розташоване за 68 км на північний захід від адміністративного центру області міста Талька та за 70 км на захід від адміністративного центру провінції міста Курико.
Комуна межує:
- на північному сході — з комуною Паредонес
- на сході — з комуною Уаланьє
- на півдні — з комуною Лікантен

На заході комуни лежить Тихий океан.